# 関西電力カラス巣作り訴訟
関西電力カラス巣作り訴訟（かんさいでんりょくカラスすづくりそしょう）は化学メーカー工場で発生したフッ化水素ガス漏れ事故を巡ってステラケミファが関西電力を相手に損害賠償を請求した訴訟。3年近い係争の後、和解が成立して終了した。

## 事故内容
2008年3月1日15時50分頃、ステラケミファ三宝工場（堺市堺区）で電圧が突然低下。この影響でフッ素ガスを無害化して排出する機械が停止、約750kgものフッ化水素ガスが屋外に流出した。
この事故で社員や近所の住民ら約20人が目や喉をケガ。ステラケミファは被害者全員の治療費を負担した。

## 事故の原因
電力を供給している関西電力の調査の結果、電圧が低下した原因はカラスが鉄塔に巣作りをするため運んできた針金が送電線と鉄塔部分とを接続、その結果ショートしたのが原因とされている。

## 訴訟から和解へ
2008年10月、ステラケミファは「送電トラブルは容易に予見できた」などとしては関西電力を相手取って損害賠償約1000万円を求め提訴。対して関西電力側は「不可抗力で責任はない」などと反論した。2011年7月22日付けで和解が成立、和解内容は関西電力がステラケミファに対して解決金50万円を支払いその他の賠償義務は負わない、関西電力は引き続き所有する電気設備の保守・保全に努める、などの条件であった。